# Winterbourne Stoke
Winterbourne Stoke – wieś w Anglii, w hrabstwie Wiltshire. Leży 12 km na północny zachód od miasta Salisbury i 130 km na zachód od Londynu.